# Estação Textitlán
A Estação Textitlán é uma das estações do VLT da Cidade do México, situada na Cidade do México, entre a Estação Registro Federal e a Estação El Vergel. Administrada pelo Servicio de Transportes Eléctricos de la Ciudad de México (STECDMX), faz parte da Linha 1.
Foi inaugurada em 1º de agosto de 1986. Localiza-se no cruzamento da Estrada de Tlalpan com a Rua Textitlán. Atende o bairro Pueblo de Santa Ursula Coapa, situado na demarcação territorial de Coyoacán.